# 共产党人 (小说)
《共产党人》（法語：Les Communistes），法国作家路易·阿拉贡所著6卷本长篇小说，出版于1947年至1951年，讲述了1939年2月至1940年6月间法国共产党抗击法西斯侵略者的故事。

## 中文译本
- 第1卷：叶汝琏译，1952年平明出版社出版，1956年作家出版社再版；
- 第2、3卷：金满城译，1957年作家出版社出版；
- 第4卷：冯俊岳译，1958年作家出版社出版；
- 第5、6卷：冯俊岳译，1959年人民文学出版社出版。